# Filip Salaquarda

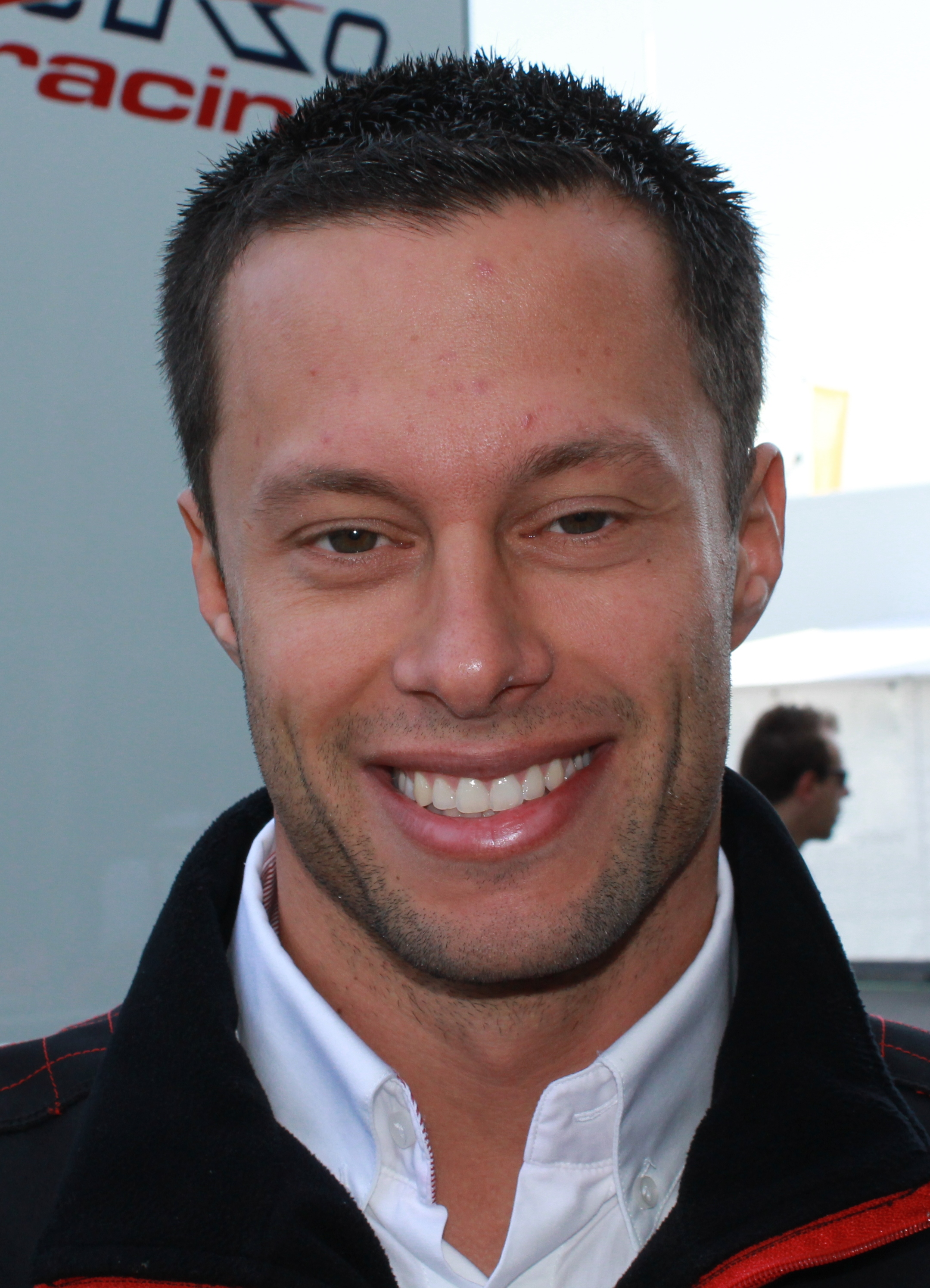
Filip Salaquarda

Filip Salaquarda (Praag, 11 januari 1984) is een autocoureur uit Tsjechië.

## Carrière
- 2000: Ford Puma Cup, team onbekend (3e in kampioenschap).
- 2001: Škoda Octavia Cup, team onbekend.
- 2002: Formule BMW ADAC, team Team ISR.
- 2003: Formule BMW ADAC, team SONAX-ISR-Charouz.
- 2004: Duitse Formule 3-kampioenschap, team Team ISR.
- 2005: Formule 3 Euroseries, team Team ISR.
- 2005: Grand Prix van Macau, team HBR Motorsport.
- 2006: Formule 3 Euroseries, team Team ISR.
- 2006: Masters of Formula 3, team Team ISR.
- 2006: F3000 International Masters, team Charouz Racing System (2 races).
- 2006-07: A1GP, team A1 Team Tsjechië (2 races).
- 2007: Formule 3 Euroseries, team HBR Motorsport.
- 2007: Masters of Formula 3, team HBR Motorsport.
- 2007: International Formula Master, team Team ISR (2 races).
- 2007-08: A1GP, team A1 Team Tsjechië (6 races).
- 2008: International Formula Master, team Team ISR.
- 2009: Le Mans Series GT1 klasse, team IPB Spartak Racing (1 race).
- 2009: Formule Renault 3.5 Series, teams RC Motorsport en Prema Powerteam.
- 2010: Formule Renault 3.5 Series, team ISR Racing.

## A1GP resultaten
| Jaar    | Inschrijving     | 1       | 2       | 3       | 4       | 5       | 6       | 7       | 8       | 9       | 10      | 11      | 12      | 13      | 14      | 15         | 16         | 17         | 18         | 19         | 20         | 21      | 22      | Rang | Punten |
| ------- | ---------------- | ------- | ------- | ------- | ------- | ------- | ------- | ------- | ------- | ------- | ------- | ------- | ------- | ------- | ------- | ---------- | ---------- | ---------- | ---------- | ---------- | ---------- | ------- | ------- | ---- | ------ |
| 2006-07 | A1 Team Tsjechië | NED SPR | NED FEA | CZE SPR | CZE FEA | BEI SPR | BEI FEA | MAL SPR | MAL FEA | IND SPR | IND FEA | NZL SPR | NZL FEA | AUS SPR | AUS FEA | RSA SPR    | RSA FEA    | MEX SPR    | MEX FEA    | SHA SPR 17 | SHA FEA 10 | GBR SPR | GBR FEA | 12   | 27     |
| 2007-08 | A1 Team Tsjechië | NED SPR | NED FEA | CZE SPR | CZE FEA | MAL SPR | MAL FEA | ZHU SPR | ZHU FEA | NZL SPR | NZL FEA | AUS SPR | AUS FEA | RSA SPR | RSA FEA | MEX SPR NF | MEX FEA 16 | SHA SPR 13 | SHA FEA 11 | GBR SPR 12 | GBR FEA 15 |         |         | 19   | 10     |